# 勒伯云
勒伯云（德語：Löbejün，發音：[løːbəˈjyːn] ⓘ）是德国萨克森-安哈尔特州萨勒县曾经的一个市镇，面积20.52平方千米，2009年12月31日人口为2,247人。2011年1月1日，勒伯云与韦廷及另外8个市镇合并为新市镇韦廷-勒伯云。